# Leptostylus viriditinctus
Leptostylus viriditinctus es una especie de escarabajo longicornio del género Leptostylus, categorizada en la tribu Acanthocinini, de la subfamilia Lamiinae. Fue descrita por Bates en 1872.

## Descripción
Mide 13,78 mm de longitud.

## Distribución
Se distribuye por Costa Rica, Nicaragua y Panamá.